# Георги Сенокозлиев
Георги Иванов Сенокозлиев (изписване до 1945 година: Георги Сѣнокозлиевъ) е български революционер, деец на Вътрешната македоно-одринска революционна организация.

## Биография
Георги Сенокозлиев е роден в 1878 година в централномакедонския български град Прилеп. Още в 1898 година се присъединява към ВМОРО и е сред първите дейци в Прилепско. Действа като терорист на организация и е сред първите терористи в Прилеп. В 1900 година става нелегален и е четник и организатор, като изпълнява заповеди на Централния комитет и на Задграничното представителство. Участва в Илинденско-Преображенското въстание през лятото на 1903 година с четата на Никола Русински. За да проучат подозренията, че причината да не се обяви въстание в Прилеп са несъгласията между ръководните дейци - Гьорче Перничарот (касиер на комитета), Милан Биолчев и Йордан Тренков - през август ръководителите на ВМОРО Пере Тошев и Гьорче Петров натоварват Петър Ацев, Георги Сенокозлиев и Спиро Попатанасов да влязат тайно в града и да проучат обстановката. Целта на групата е и да проучи каква акция може все пак да се извърши в Прилеп, тъй като Гьорче Петров настоява да се нападне казармата. След среща с ръководителите на градския комитет е решено да не се предприема никаква акция, тъй като ще е безполезно - ще се дадат много жертви и няма да се постигне нищо. Четата на Гьорче Петров се отправя за Мариово, където се среща с костурските чети при Чанище. Сенокозлиев взима участие в голямата битка при Чанище и в сражението при Скачинци, Тиквешко.
След Младотурската революция се легализира и се изселва в Свободна България, като се установява в София.
При избухването на Балканската война в 1912 година е доброволец в Македоно-одринското опълчение и служи в Нестроевата рота на Дванадесета лозенградска дружина. Доброволец е в Българската армия и в Първата световна война.
На 12 февруари 1943 година, като жител на София, подава молба за българска народна пенсия, която е одобрена и пенсията е отпусната от Министерския съвет на Царство България.